# マリエンブルク条約
マリエンブルク条約（マリエンブルクじょうやく、ドイツ語: Vertrag von Marienburg、スウェーデン語: Fördraget i Marienburg）は北方戦争中の1656年6月29日に締結された、ブランデンブルク＝プロイセンとスウェーデン帝国の間の同盟条約。

## 歴史
1656年1月、スウェーデン王カール10世はブランデンブルク選帝侯フリードリヒ・ヴィルヘルムを封臣にし、プロイセン公国を封土として与えた（ケーニヒスベルク条約）。しかし、マリエンブルク条約が締結された時点ではスウェーデンの戦況が悪化しており、カール10世はフリードリヒ・ヴィルヘルムを味方にすべく報酬を与えた。フリードリヒ・ヴィルヘルムはプロイセン公としてスウェーデンの臣下にあり続けるものの、大ポーランドの4県の世襲主権を得る代わりに、カール10世のポーランド戦役に参加し続けた。この同盟は7月のワルシャワの戦いには勝利したものの、その後の戦役では膠着に陥ったため、フリードリヒ・ヴィルヘルムは11月のラビアウ条約でプロイセンの完全独立を得た。